# Ермаковка (Восточно-Казахстанская область)
Ермаковка (каз. Ермаковка) — село в Алтайском районе Восточно-Казахстанской области Казахстана. Входит в состав Северного сельского округа. Находится примерно в 98 км к западу от районного центра, города Зыряновска. Код КАТО — 634853200.

## Население
В 1999 году население села составляло 116 человек (55 мужчин и 61 женщина). По данным переписи 2009 года, в селе проживало 45 человек (21 мужчина и 24 женщины).